# نيوتن كانون
نيوتن كانون (بالإنجليزية: Newton Cannon)‏ هو سياسي أمريكي، ولد في 22 مايو 1781 في مقاطعة غيلفورد في الولايات المتحدة، وتوفي في 16 سبتمبر 1841 في ناشفيل في الولايات المتحدة. حزبياً، نشط في الحزب الجمهوري الديمقراطي. وقد انتخب حاكم تينيسي ‏ وانتخب عضو مجلس ولاية تينيسي وانتخب عضو مجلس النواب الأمريكي.